# Mollenfelde

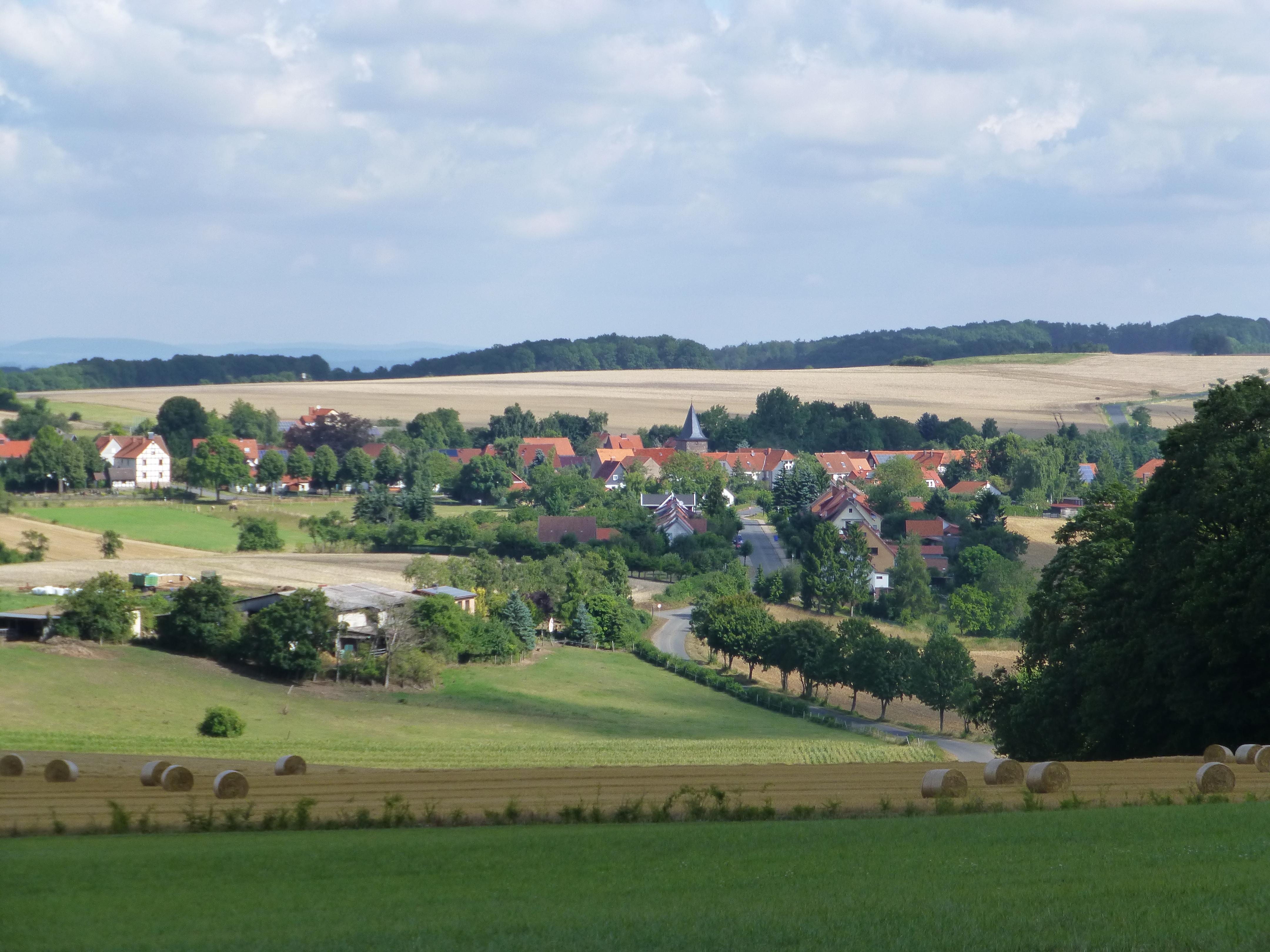
Mollenfelde aus südlicher Richtung gesehen

Mollenfelde ist ein Ortsteil der Gemeinde Friedland im niedersächsischen Landkreis Göttingen.

## Geographische Lage
Der von Fachwerkgebäuden geprägte Ort liegt eingebettet im oberen Molletal auf etwa 300 m ü. NHN am äußersten Westrand der Gemeinde, 5 km westlich vom Ortskern Friedland entfernt. Nach Südwesten schließt sich das Tal des Hübenbaches an, einem Zufluss der Werra.  208 Einwohner leben auf einer Fläche von 6,93 km². Das Gemeindegebiet erstreckt sich im Süden wie ein Keil in hessisches Gebiet bis auf die Höhen des Sandwaldes (Steinköpfe: 413 m ü. NHN). Verkehrsmäßig angeschlossen ist der Ort über die Landesstraße 565/3238, unmittelbar nordwestlich verläuft die Bundesautobahn 7.

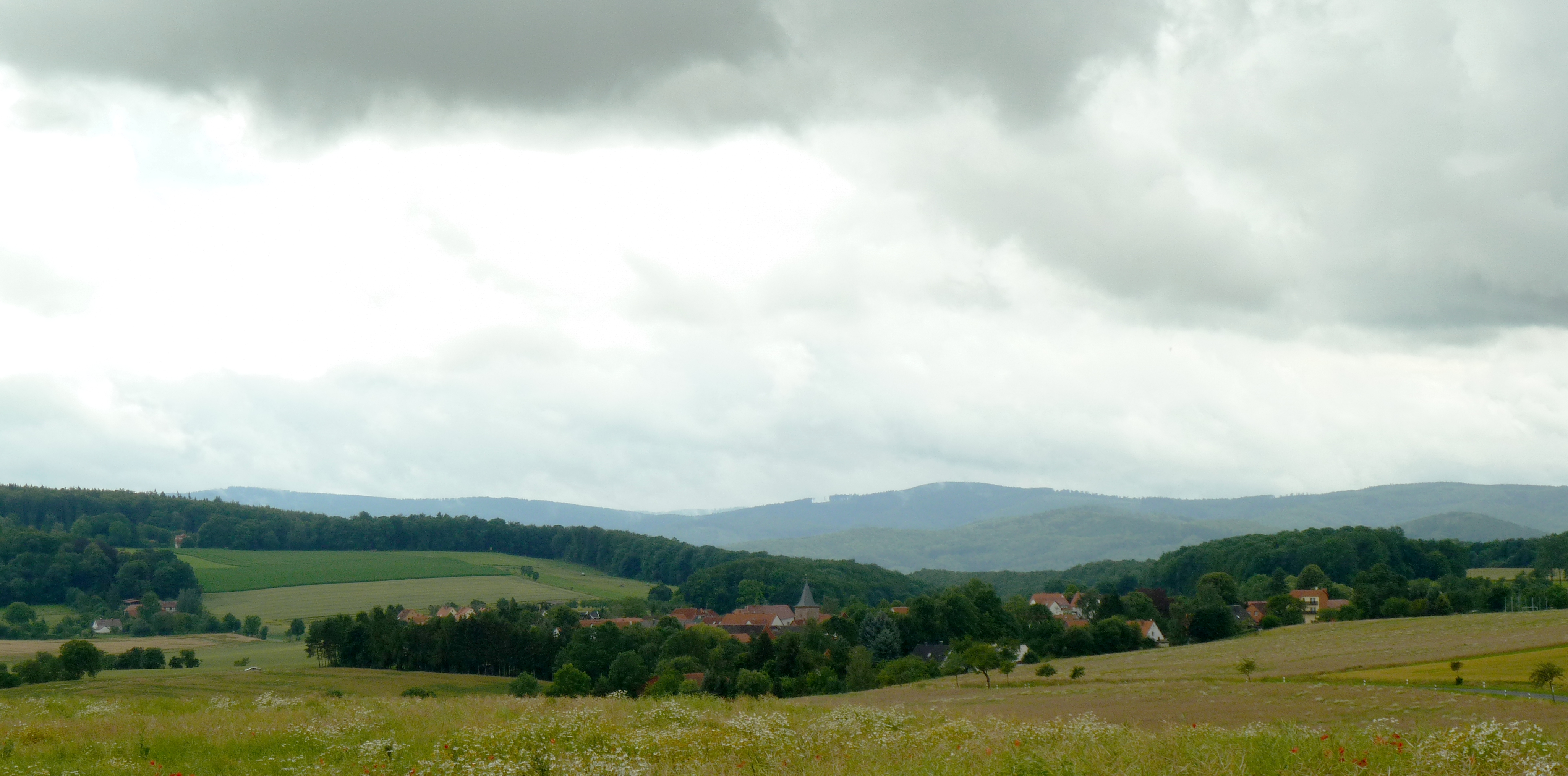
Blick von Nordosten über Mollenfelde

## Geschichte
Der Ort wurde im Jahr 1032 als Molduggauel, Molduggaue und Molduggavel erstmals schriftlich erwähnt. 1370 übertrug Otto der Quade das halbe Dorf an die Herren von Stockhausen, welche den Besitz bis 1459 innehatten. Sie selbst belehnten in diesem Jahr die Herren von Bodenhausen mit ihrem Besitz in Mollenfelde, der 1462 an Sittich von Berlepsch verkauft wurde. In diese Zeit fällt auch die Übertragung des Dorfes an den Landgrafen von Hessen, welcher fortan als Lehnsherr auftrat und das Eigentum derer von Stockhausen aufkaufte. 1618 wurde Mollenfelde zwischen Hessen (Amt Witzenhausen) und dem Fürstentum Göttingen aufgeteilt; ab 1832 gehörte der gesamte Ort zum Königreich Hannover, wirtschaftlich war er damals von den Herren von Berlepsch abhängig. Von jeher bildeten die Forstwirtschaft und die Steinbrüche die wichtigsten Arbeitsplätze im Ort, da bedingt durch die ungünstige Bodengüte sowie das Mikroklima eine Landwirtschaft lediglich in eingeschränktem Maße zu realisieren war. Diese schlechten Arbeitsbedingungen brachten es auch mit sich, dass viele Mollenfelder in die Regionen Nordhessens und Südhannovers auswanderten.
In unmittelbarer Nähe, auf der Erhebung des Sachsenbühl im Mollenfelder Forst nach rechts zur Burg Berlepsch gerichtet, findet sich eine Flur, die den Namen Gräfenhain, beziehungsweise Gräfenhagen trägt. In früheren Zeiten stand an dieser Stelle ein Dorf dieses Namens, das 1369 noch erwähnt wird, späterhin jedoch wüst fiel.
In Mollenfelde gab es früher einmal einen jüdischen Friedhof. Über die Anfänge der jüdischen Gemeinde ist jedoch wenig bekannt. Das im 18. Jahrhundert teils hessische, teils hannoversche Dorf Mollenfelde bildete im folgenden Jahrhundert mit dem hessischen Hermannrode 1830 eine Synagogengemeinde. Zwar besaßen beide Orte einen eigenen Friedhof, teilten sich aber ein bei dem Gastwirt Mollenfeldes angemietetes Synagogengebäude. Über die Existenz einer Mikwe ist nichts bekannt, der Vorsteher der Gemeinde wechselte alle zwei Jahre. Der Bau einer Synagoge im Garten des Jacob Katz 1818 rief Proteste des Schulzen des hessischen Teils Mollenfeldes hervor, der gegen das vermutete „Geschrei“ der Juden beim Amt Witzenhausen Einspruch einlegte. Der Bau wurde trotz hessischer Erlaubnis nicht realisiert. Hauptsächlich lag der Grund darin, dass Hannover vier Juden 1820 ein Verbot ausstellte, sich an der Errichtung einer Synagoge zu beteiligen. Die Pläne wurden 1832 wieder aufgenommen, jedoch erhoben nun der evangelische Pfarrer und seine Gemeinde Widerspruch, der um die eigene Ruhe während der kirchlichen Gottesverehrung besorgt war. Ein Vorschlag zielte darauf, nur außerhalb des Dorfes eine Synagoge zu erlauben. Während in der ersten Hälfte des 19. Jahrhunderts bis zu 25 % der Einwohner jüdischen Glaubens waren, zogen später sehr viele Juden fort, viele schlossen sich der jüdischen Gemeinde in Göttingen an. Die letzten jüdischen Einwohner verließen Mollenfelde im Jahr 1917.
Bis zum Jahr 2004 war das Europäische Brotmuseum, das eine kulturhistorische Sammlung zum Thema „Vom Korn zum Brot“ zeigt, in Mollenfelde angesiedelt. Seitdem befindet es sich im ehemaligen Forstamt Radolfshausen in Ebergötzen (ebenfalls Landkreis Göttingen). Die Gründung des Brotmuseums in Mollenfelde fiel in das Jahr 1969, als von Vertretern der Bäckerhandwerks und Politikern der Bundes-, Landes- und Regionalebene der gemeinnützige Verein Europäisches Brotmuseum e. V. ins Leben gerufen wurde. Schon ein Jahr zuvor erwarb dazu der Berliner Bäckermeister Otto Kunkel ein Fachwerkhaus im Ort, um seine Exponate zum Thema Vom Korn zum Brot öffentlich zugänglich zu machen. Die feierliche Eröffnung fand 1971 durch den Bundeswirtschaftsminister statt. In den folgenden Jahrzehnten konnte das Museum stets hohe Besucherzahlen verzeichnen, jedoch zog auch das Außengelände, auf dem sich ein Café und ein Steinbackofen befanden, viele Interessierte an, so dass man sich vermehrt auf den wirtschaftlichen Aspekt des Museums konzentrierte. Dazu sah man Erweiterungen vor; unter anderem sollten ein Café mit 80 Plätzen, ein Kornspeicher und eine Remise eröffnet werden. Da der Platz jedoch nicht ausreichte, wurde eine Verlegung des Museums in Betracht gezogen, welche später mit dem Umzug nach Ebergötzen realisiert wurde.
Am 1. Januar 1973 wurde Mollenfelde in die Gemeinde Friedland eingegliedert.

## Sehenswertes

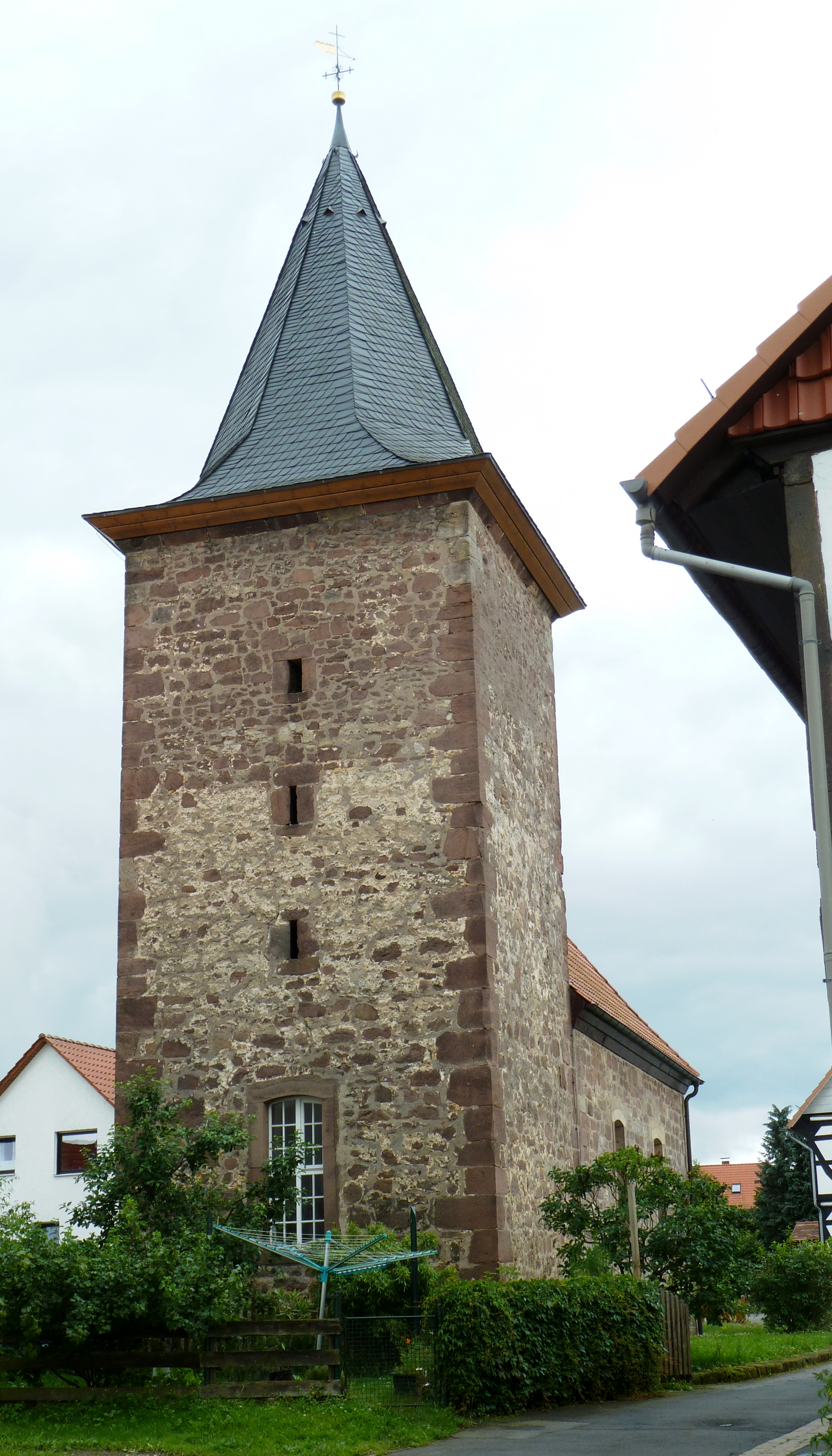
Die Kirche von Mollenfelde

Die evangelische Kirche Mollenfelde hat einen Wehrturm, der wohl noch aus dem Mittelalter stammt; ungewöhnlicherweise befindet er sich an der Ostseite der Kirche. Der Türsturz über dem Westeingang der Kirche ist auf das Jahr 1758 datiert. Südwestlich des Forsthauses Mollenfelde befindet sich das Schloss Berlepsch.

## Politik

### Ortsrat
Der Ortsrat setzt sich aus fünf Ratsfrauen und Ratsherren zusammen.
- Wählergemeinschaft Mollenfelde: 5 Sitze

(Stand: Kommunalwahl am 12. September 2021)